# Datenverkehrsklassifizierung
Datenverkehrsklassifizierung (englisch Traffic classification) ist ein automatisierter Prozess des Datenverkehrflusses in einem Computernetzwerk basierend auf Parametern, wie dem Port oder dem Protokoll klassifiziert und identifiziert. Die daraus resultierende Datenverkehrsklasse kann unterschiedlich genutzt werden.

## Typische Anwendungsfälle
Pakete werden klassifiziert, um vom Netzwerk-Scheduler unterschiedlich verarbeitet zu werden. Nach der Klassifizierung eines Datenpaketes anhand eines bestimmten Protokolls kann eine vorgegebene Richtlinie auf diesen und andere Pakete angewendet werden, um entweder eine bestimmte Qualität zu garantieren (wie bei IP-Telefonie oder Medien-Streaming-Diensten) oder eine Best-Effort-Zustellung zu ermöglichen. Dies kann am Ingress-Punkt (dem Punkt, an dem der Verkehr in das Netzwerk eintritt) mit einer Granularität angewandt werden, die es den Verkehrsmanagement-Mechanismen ermöglicht, den Verkehr in einzelne Ströme/ "Traffic Flows" zu trennen und diese in eine Warteschlange zu stellen, zu überwachen und unterschiedlich zu gestalten.

## Klassifizierungsverfahren
Die Klassifizierung wird durch verschiedene Mittel erreicht.
Port
- Schnell
- Ressourcen schonend
- Wird von vielen Geräten unterstützt
- Nützlich nur für die Anwendungen und Dienste, die feste Ports verwenden
- Leicht zu umgehen, indem man den Port verändert

Deep Packet Inspection
- Untersucht den Payload des Pakets
- Erkennt die Anwendungen und Dienste unabhängig von dem Port auf dem sie arbeiten
- Langsam
- Erfordert eine hohe Rechenleistung, da jedes Paket einzeln inspiziert werden muss
- Verschlüsselung macht diese Methode in vielen Fällen unmöglich